# Societat Ossiànica
La Societat Ossiànica (en anglès Ossianic Society i en gaèlic Cumann Oisíneach) fou una societat literària irlandesa fundada a Dublín el dia de Sant Patrici de 1853, prenent el seu nom del material poètic associat amb el narrador llegendari Oisín.
Entre els fundadors es trobaven John O'Daly, William Elliot Hudson, John Edward Pigot, Owen Connellan, John Windele i William Smith O'Brien; l'antiquari Standish Hayes O'Grady en fou el membre principal i més tard n'esdevingué president. Cap al 1860 la llista de subscriptors era de 746 i s'havia editat sis volums de l'annuari Transactions, i s'estava preparant altres qüestions vigents quan va deixar d'operar el 1863.
El grup de fundadors va sentir la necessitat de crear una nova entitat, quan societats similars com la Societat Cèltica i la Societat Arqueològica Irlandesa van suprimir l'estudi de la literatura gaèlica dels seus objectius. La Societat Ossiànica però van fer l'estudi i la traducció de la literatura irlandesa del «període fenià de la història irlandesa», i particularment les obres mitològiques d'Oisín i els Fiannali ena promoció del gaèlic irlandès el seu objectiu principal. Al seu manifest estipulen que volien reunir només estudiosos irlandesos i distingir-se de societats similars que atenien més aviat els interessos anglo-irlandesos. Tot i la participació d'acadèmics prestigiosos com a membres directius, es considerava les seves publicacions com massa influenciades pels terratinents anglo-irlandesos i els seus patrons reials (anglesos). La correspondència dels seus membres revela una relació díscola amb altres figures importants de l'època, com Eugene O'Curry i els de la Reial Acadèmia d'Irlanda, i, sovint se senten frustrats en els seus intents d'accés als manuscrits antics.

## Publicacions
- Transactions of the Ossianic society, for the year 1858 (llibre electrònic) (en gaèlic, anglès). volum 4.  Ossianic Society, 1859.